# 劉觀 (洪武進士)
劉觀，中書省保定路雄州（今河北雄縣）人，明朝政治人物。洪武乙丑进士，官至左都御史。

## 生平
洪武十八年（1385年）劉觀中乙丑科二甲第三十一名進士。永樂年間，升任左副都御史，當時左都御史陳瑛為人殘忍刻薄，右都御史吳中為人寬和，其在兩人之間則不被排擠，人稱“難能”。明仁宗時期，為太子賓客，后因與其子貪污被明宣宗流放至遼東戍邊而死。